# Humbertiaceae
Famille
Classification APG II (2003)
Classification APG III (2009)
Classification APG IV (2016)
Synonymes
- sous-famille des Humbertioideae Roberty (préféré par BioLib)[1]

La famille des Humbertiaceae est une famille de plantes dicotylédones.
Cette famille existe facultativement dans la classification classique de Cronquist (1981) mais n'est généralement pas acceptée.
Elle ne comprend qu'une seule espèce, Humbertia madagascariensis, un grand arbre endémique de Madagascar.
La classification phylogénétique APG II (2003) assigne ces plantes aux Convolvulaceae.
Le genre Humbertia appartient à la sous-famille des Humbertioideae, dans la famille des Convolvulaceae, selon l’Angiosperm Phylogeny Website.

## Liste des genres
Selon BioLib (7 janvier 2019) :
- genre Humbertia Comm. ex Lam.